# Pepsi Light
Pepsi Light (también conocida como Diet Pepsi) es una bebida carbonatada de cola sin calorías producida por PepsiCo e introducida en 1964 como una variante de Pepsi-Cola sin azúcar. La primera prueba comercializada fue en 1963, bajo el nombre de Patio Diet Cola, que fue renombrada como Diet Pepsi al año siguiente, convirtiéndose en la primera cola de dieta para ser distribuida a escala nacional en los Estados Unidos. En los años 1960s y 1970s su competencia consistía por Tab, producida por The Coca-Cola Company, y Diet Rite Soda, producido por el Royal Crown. Coca-Cola Light era un participante tardío al mercado cola de dieta; sin embargo, poco después de entrar en producción en 1982 se convirtió en el primario competidor de cola dietética de Diet Pepsi.
Aunque los EE. UU. representa el mayor mercado individual para Diet Pepsi, se puso en marcha en el U.K. en 1983 y desde entonces ha estado disponible en una escala global. La composición de la bebida, las variaciones de sabor y empaque varía en función del país de producción. En algunos países (principalmente en Europa del Este) el producto se etiqueta y se vende bajo el nombre de Pepsi Light. En el Reino Unido se llama Pepsi Diet para ponerla en línea con la versión europea, hasta 2015 cuando pasó a llamarse "Diet Pepsi" una vez más. En el resto de América está bajo del nombre de Pepsi Light.

## Historia
Diet Pepsi fue creado originalmente en los EE. UU. bajo el nombre de Patio en 1963. Tras la positiva acogida atribuida a los cambiantes hábitos alimentarios y preferencias entre la generación de la posguerra en el momento, la bebida fue renombrada como Diet Pepsi al año siguiente. Se convirtió en la primera cola de dieta para ser distribuida a escala nacional en los Estados Unidos. 
La distribución se extiende al U.K. en 1983, en el que también se conoce como Diet Pepsi. ya que la distribución se ha expandido a otros países de todo el mundo; aunque un nombre alternativo es utilizado en algunos países. En Italia, República Checa, América Latina, Polonia, Grecia, España, Turquía, Rusia, Ucrania, y Brasil, a bebida se conoce como Pepsi Light.
Diet Pepsi compitió principalmente con otra cola de dieta llamado Tab en los años 1960 y 1970; sin embargo, The Coca Cola Company introdujo Diet Coke (o Coca-Cola Light) en 1982 y desde entonces este producto ha sido el principal producto de la competencia de Diet Pepsi. 
A partir de 2010, Diet Pepsi representó una participación de 5.3% de todas las ventas de refrescos carbonatados en los Estados Unidos, y fue clasificada como la marca de refrescos #7 en volumen. En el mismo año, Coca-Cola Light se registró con una cuota de mercado del 9,9%.

## Variaciones de sabor
Variaciones adicionales de Dieta Pepsi ha sido introducido sobre los años, donde en otros sabores (como cereza salvaje, vainilla, limón, y lima) que ha sido añadido al cola. Una cafeína-versión libre de Dieta Pepsi es también produjo. La disponibilidad y la marca de identificación de variantes de sabor de Pepsi Diet varía según el país. Además de Diet Pepsi, PepsiCo produce otras colas bajas en calorías conocidos como Pepsi Max y Pepsi ONE. Estos productos, sin embargo, se comercializan por separado, y no están etiquetados bajo la marca Diet Pepsi.

## Composición
En los Estados Unidos, Diet Pepsi se pone como que tiene cero calorías, mientras directrices de la FDA clasificar los productos con menos de cinco calorías por porción para ser etiquetado como "cero calorías". También se posiciona en no tener hidratos de carbono, como se representa en la consigna principal, que a partir de 2011 es "0 carbohidratos, 0 calorías. Es la cola de dieta".
Aunque Diet Pepsi está representado en todo el mundo como una bebida sin calorías o baja, los ingredientes que componen su distribución varían en algunos casos por el país de origen. En los EE. UU., sus ingredientes se registran como "agua carbonatada, color caramelo, sucralosa, ácido fosfórico, benzoato de potasio (preserva la frescura), cafeína, ácido cítrico, sabor natural; fenilcetonúricos: contiene fenilalanina". En Canadá, el listado de los ingredientes se lee:". agua carbonatada, color caramelo, ácido fosfórico, aspartamo (124 mg / 355 ml, contiene fenilalanina), benzoato de sodio, cafeína, el sabor, el acesulfame de potasio (32 mg / 355ml), ácido cítrico, dimetilpolisiloxano". Comparativamente en el Reino Unido, Diet Pepsi aparece como un conjunto de" agua carbonatada, color (caramelo E150d), aromas (incluyendo la cafeína), ácido fosfórico, edulcorantes (aspartamo, acesulfamo K), regulador de la acidez (citrato de sodio), conservantes (benzoato de sodio), ácido cítrico, contiene una fuente de fenilalanina".
En la composición de todas las bebidas de cola carbonatadas sin calorías, un edulcorante alternativa se utiliza en lugar de azúcar, ya que si se utiliza resultaría que el producto que contiene calorías. 
La formulación inicial de Diet Pepsi se endulza con el edulcorante artificial sacarina; pero tras las preocupaciones sobre la sacarina que surgieron en la década de 1980, se provocó un cambio hacia un edulcorante alternativo, el aspartamo, que se comercializa como la marca NutraSweet, en 1983.
El aspartamo, que a partir de 2011 es el edulcorante principal en Diet Pepsi, ha sido objeto de controversia, más notablemente en 1996 en medio de un informe de 60 minutos sobre las preocupaciones que alegan que el aspartame podría estar relacionada con el desarrollo de tumores cerebrales en humanos. Los críticos del aspartamo han expresado su preocupación de que numerosos riesgos para la salud pueden estar asociados con su consumo; Sin embargo, revisadas por pares, los artículos de revisión exhaustiva y análisis independientes de los organismos reguladores gubernamentales han analizado la investigación publicada sobre la seguridad del aspartamo y lo han descrito como seguro para el consumo en los niveles actuales. El aspartamo ha sido considerado seguro para el consumo humano por las agencias reguladoras en sus respectivos países, incluyendo los EE. UU. con la Administración de Alimentos y Medicamentos (FDA), en Reino Unido por la Food Standards Agency, la Autoridad Europea de Seguridad Alimentaria (AESA) y la canadiense Health Canada.
En diciembre de 2012, un artículo de AP informó que Diet Pepsi estaba cambiando su edulcorante a sucralosa antes de una importante renovación de marca del conjunto de refresco para enero de 2013. En 2015, algunas personas en Facebook y Twitter expresaron su disgusto por la nueva fórmula.

## Embalaje y logotipo

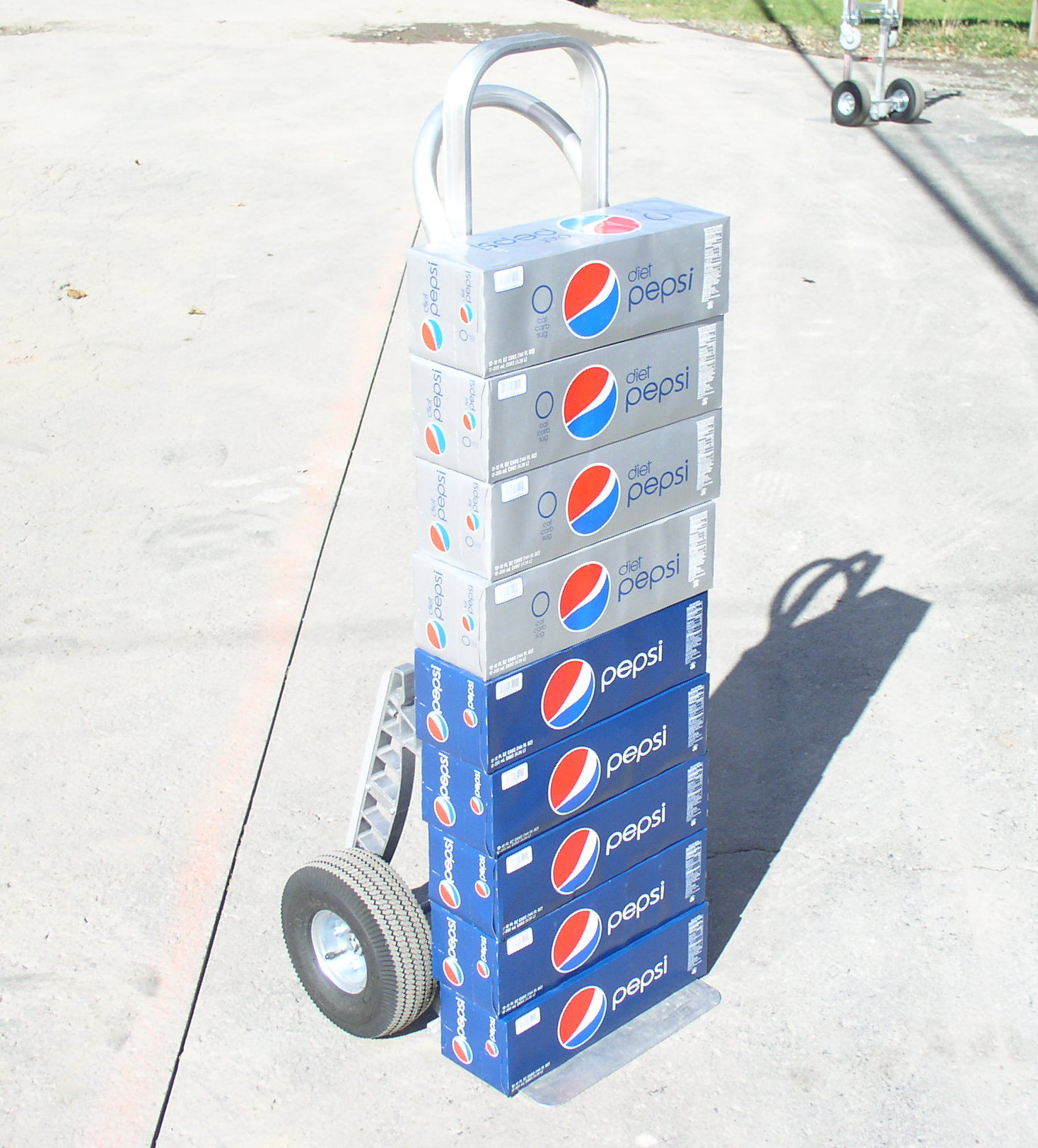
Diet Pepsi en carretilla de mano.

Cuando se introdujo por primera vez en 1964, Diet Pepsi se envasa en botellas de vidrio, y también se puso a disposición en formato de lata. En 1994, Diet Pepsi se convirtió en el primer producto hacer una lista de "fecha de consumo" en cada lata individual y botella, una práctica que más tarde se convertirá en un estándar generalizado en la industria de alimentos y bebidas envasados. A partir de 2014, el producto se distribuye en fuentes de soda en botellas de plástico reciclable, latas y botellas de vidrio, así como a través de las operaciones de venta al por menor, tales como restaurantes y tiendas de conveniencia.
El logotipo utilizado en el embalaje y la publicidad de Pepsi de dieta ha cambiado varias veces desde su iteración inicial. El logotipo de vida más corta para Diet Pepsi fue en 2007-2008. En octubre de 2008, PepsiCo anunció que estaría rediseñando su logotipo y el cambio de marca de muchos de sus productos, tales como Diet Pepsi, aunque la bebida continuó utilizando el logotipo de 2007-2008 hasta hace comienzos de 2009.
En este tiempo la marca azul y rojo del globo de la marca se convirtió en una serie de "sonrisas" en la banda blanca central la formación con arcos en diferentes ángulos, dependiendo del producto. Las nuevas imágenes ha comenzado a ser utilizada. En el caso de Pepsi de la dieta, el logotipo consiste en la pequeña "sonrisa", también en algunos países el logo sigue siendo el mismo en su interior, pero su borde circular pasa a ser un corazón.